# Carl Falkenhorst
Carl Falkenhorst, abgekürzt C. Falkenhorst (* 5. Februar 1853 in Zakrzewo; † 27. Oktober 1913 in Jena; mit bürgerlichem Namen: Stanislaus von Jezewski), war ein deutscher Schriftsteller und Mitarbeiter der Familienzeitschrift Die Gartenlaube.

## Leben und Werk
Falkenhorst studierte Naturwissenschaften und arbeitete danach vorwiegend als freier Schriftsteller. Ab 1904 war er Redakteur der Familienzeitschrift Die Gartenlaube, in der er schon seit 1879 zahlreiche Beiträge veröffentlicht hatte. Falkenhorst schrieb Sachbücher und Abenteuergeschichten, die vor allem in Afrika in den damals ganz neuen deutschen Kolonien spielten. Ein erster Erfolg gelang ihm 1889 mit der Trilogie Ein afrikanischer Lederstrumpf, mit der er an die Werke von James Fenimore Cooper anknüpfte. 1890 erzählte er in dem historischen Abenteuerroman Eldoradofahrer vom Zug der Welser nach Venezuela; in Ostafrikafahrer steht ein deutscher, in portugiesischen Diensten stehender Ostindienfahrer des 16. Jahrhunderts im Mittelpunkt.
Die zwölfbändige Bibliothek denkwürdiger Forschungsreisen erschien 1890/91. Die ersten sechs Bände beschäftigen sich mit der Entdeckung Afrikas, die folgenden fünf mit den übrigen Erdteilen und der Meeresforschung. Falkenhorst hat die Länder, über die er schrieb, nie selbst bereist.
1893 bis 1900 schrieb er seine zehnbändige Reihe Jung-Deutschland in Afrika in enger Anlehnung an die Berichte der Entdecker und Kolonialpioniere, die er mit ethnologischem und kulturhistorischem Material anreicherte. 1903 erschienen als Gegenstück dazu die beiden Bände Jung-Deutschland in der Südsee. 
Sein zweibändiges Sachbuch Schwarze Fürsten (1891/92) ist ein für seine Zeit ungewöhnlicher Versuch, die Geschichte der afrikanischen Reiche und ihrer Herrscher einem breiteren Publikum näher zu bringen.

## Werke
- Der Zauberer vom Kilima-Ndjaro. Adlers Kriegs- und Jagdabenteuer in Ostafrika. 1. und 2. Auflage, Leipzig 1888
- Auf Bergeshöhen Deutsch-Afrikas. Stuttgart/Berlin/Leipzig 1890 (Digitalisat)
- Schwarze Fürsten, Teil 2: Ostafrika. Leipzig 1892.
- In Kamerun. Zugvogels Reise- und Jagdabenteuer. Brockhaus, Leipzig 1893. Dieser Roman ist einer von insgesamt drei, anhand derer Gouaffo[4] analysiert, mit welchen erzählerischen Mitteln Kolonialautoren die Kolonien, in diesem Fall Kamerun, dem deutschen Lesepublikum nahezubringen versuchen.
- Zum Schneedom des Kilimandscharo. Dresden/Leipzig ohne Jahresangabe (1896).